# Avis
Avis Rent a Car System (также известная как Avis, Э́йвис) — международная компания, оказывающая услуги проката автомобилей. Представлена более 5750 пунктами проката в 165 странах мира, обслуживающих более 10 млн клиентов ежегодно.
Штаб-квартира располагается в Парсиппанни, штат Нью-Джерси, США. Вместе с компаниями Budget Rent a Car, Budget Truck Rental, Payless, Apex Car Rentals, Maggiore, Zipcar входит в состав объединения Avis Budget Group.
С конца 1970-х годов Авис выпускала в основном автомобили Дженерал Моторс (GM), такие как Шевроле и Кадиллак, но сегодня также арендует популярные бренды, не относящиеся к GM, включая  Форд и Тойота.
В январе 2013 года компания согласилась приобрести Zipcar (Зипкар) за $491 млн.

## История
Компания Avis была основана в 1946 году американским предпринимателем Уорреном Эйвисом и начала свою работу с предоставления в аренду трех автомобилей в аэропорту Willow Run Airport городка Ипсиланти, штат Мичиган, США. Это была первая в мире компания, предоставляющая услуги проката автомобилей в аэропорту.
В течение нескольких следующих лет Уоррен Эйвис открыл ряд филиалов своей компании в разных городах США, сделав её к 1953 году второй по величине фирмой по прокату автомобилей в стране. К 10-летней годовщине основания компании Avis были открыты её филиалы в Европе, Канаде и Мексике.
В 1962 году в рамках конкуренции с лидером рынка того времени — компании Hertz — был утвержден корпоративный лозунг Avis: «We try harder!», вошедший в десятку лучших слоганов всех времен по версии нескольких порталов и отразивший суть концепции Avis: «Мы вторые, поэтому прикладываем больше усилий, чем другие». Этот лозунг использовался компанией на протяжении 50 лет до ребрендинга в 2012 году, когда он был заменен на фразу: «It’s Your Space» («Это твой мир»). Начиная с 2014 года компания использует слоган «Unlock the world», что в переводе на русский означает «Откройте мир».
В 1965 году с основанием дочерней компании Avis Europe начинается масштабное успешное продвижение Avis на европейский рынок, сопровождавшееся открытием многочисленных филиалов в ряде стран Европы.
В 1972 Avis разрабатывает инновационную систему Wizard с функцией бронирования и проката автомобилей, работающую в режиме реального времени, которая до сих пор находит широкое применение в отрасли.
К 1973 году Avis становится ведущим игроком на рынке проката автомобилей в Европе, Африке и на Ближнем Востоке, постепенно выходя на рынок лизинга автомобилей.
В 1979 году компания заключает договор о сотрудничестве с General Motors и начинает эксплуатацию автомобилей концерна по всему миру.
В 1985 году начинается ввод в эксплуатацию программы Wizard в Европе. В настоящее время через эту систему выполняется 97 % сделок Avis Europe.
В 1986 году Avis Europe официально отделяется от бывшего владельца, Avis Inc., при этом оставаясь частью глобальной сети Avis. Avis Europe стала первой компанией по прокату автомобилей, акции которой успешно вошли в обращение на Лондонской фондовой бирже.
В 1989 году Avis возвращается в частное владение трех главных акционеров: D'Ieteren, General Motors и Avis Inc.
В 1992 году Avis продает большую часть своих лизинговых офисов компании GE Capital Fleet Services.
В 1995 компания начинает широкое международное сотрудничество с мировыми лидерами туристической сферы. В настоящее время сотрудничает со многими туроператорами и более чем 80 авиакомпаниями во всем мире.
В 1997 году успешные котировки на Лондонской фондовой бирже дают импульс развития основной деятельности компании. Осуществляется распространение лицензий на бренд Avis в 27 регионах Азии, что дает толчок широкомасштабной экспансии на новый перспективный рынок.
В 1999 году Avis появляется на японском рынке услуг проката автомобилей, а также подписывает договор о совместной деятельности с Mercury Car Rentals Ltd., открывает офисы в девяти крупнейших городах Индии. Открытие офисов сформировало базу для агрессивной программы развития бизнеса в крупнейших деловых и туристических центрах Индии.
В 2002 году Avis продолжает свою экспансию на рынок Китая путём участия в совместном предприятии с Shanghai Automotive Industry Sales Corporation (SAISC).
В 2003 году Avis приобретает права на осуществление деятельности под маркой Budget в Европе, Африке и на Ближнем Востоке. Открываются офисы в Танзании и Мали, увеличивая количество регионов обслуживания в Африке до тридцати пяти.
В 2004 году открывается центр совместного обслуживания в Будапеште, являющийся частью программы инвестиций в технологии с целью обеспечения основы для дальнейшего роста и развития Avis Budget Group на мировом рынке проката.
В 2006 году представительство Avis открывается в России.
5 сентября 2012 года Avis Budget Group приобретает компанию Apex Car Rental в Новой Зеландии.
В январе 2013 года к группе дочерних компаний Avis Budget Group присоединилась американская компания Zipcar, предоставляющая услуги краткосрочной аренды автомобилей по принципу самообслуживания с почасовой оплатой. Сумма сделки составила $491 млн.
9 апреля 2015 года Avis Budget Group анонсирует окончание покупки Maggiore Group, четвёртой по величине прокатной компании Италии

## Деятельность
В настоящее время Avis оказывает широкий спектр услуг, связанных с автотранспортом.
- Прокат и аренда автомобилей в различном ценовом сегменте (включая трансферы в аэропорты и на железнодорожные вокзалы, предоставление автомобилей для мероприятий). В разных странах парк автомобилей представлен моделями: Hyundai Accent Sedan, Ford Focus, Chevrolet Cruze, Nissan Altima Coupe, Chevrolet Impala или Chevrolet Impala Limited, Ford Mustang Coupe, Toyota Prius, Chevrolet Camaro SS Coupe, Mercedes-Benz E Class E350, Mercedes-Benz GL-класс GL450, Chrysler 300, Lincoln MKS, Ford Mustang Convertible, Chevrolet Traverse, Dodge Grand Caravan, Ford Escape, Chevrolet Tahoe, Ford Edge, Chevrolet Suburban 1500, Ford E-Series Econoline E350 Super Duty, BMW 5 Series Sedan 528i, BMW X3, BMW X5, Chevrolet Corvette Coupe, BMW 7 Series 740i, BMW 3 Series Sedan 328i, Cadillac XTS, Jeep Wrangler, Lincoln Navigator, BMW Z и другие.
- Лизинг автомобилей.
- Программа лояльности Avis Preferred, которая позволяет клиентам пользоваться рядом преимуществ.